# Dècada del 130
La dècada del 130 comprèn el període que va des de l'1 de gener del 130 fins al 31 de desembre del 139.

## Esdeveniments
- Fundació de la ciutat d'Antinòupolis[1]

## Personatges destacats
- Hadrià, emperador romà (117-138).
- Higini I, papa (136-140)
- Telèsfor I, papa (125-136)